# Lazúr tündérmadár
A lazúr tündérmadár  (Malurus cyaneus)  a madarak osztályának verébalakúak (Passeriformes) rendjébe és a tündérmadárfélék (Maluridae) családjába tartozó faj.

## Rendszerezése
A fajt Job Bicknell Ellis írta le 1782-ben, a Motacilla nembe Motacilla cyanea néven.

## Alfajai
- Malurus cyaneus leggei – (Mathews, 1912)
- Malurus cyaneus ashbyi – (Mathews, 1912)
- Malurus cyaneus cyanochlamys – (Sharpe, 1881)
- Malurus cyaneus elizabethae – (A. J. Campbell, 1901)
- Malurus cyaneus samueli – (Mathews, 1912)
- Malurus cyaneus cyaneus – (Ellis, 1782)[2]

## Előfordulása
Ausztrália és Tasmania területén honos. Természetes élőhelyei a szubtrópusi és trópusi síkvidéki esőerdők, mérsékelt övi erdők és mediterrán típusú bokrosok, valamint városias környezet.

## Megjelenése
Átlagos testhossza 20 centiméter, testsúlya 8-13 gramm.
|  |  |  |

## Természetvédelmi helyzete
Az elterjedési területe rendkívül nagy, egyedszáma pedig stabil. A Természetvédelmi Világszövetség Vörös listáján nem fenyegetett fajként szerepel.